# 関節炎
関節炎（かんせつえん、英: Arthritis）は、関節の炎症をともなう疾病の総称。症状には局所症状と全身症状があり、局所症状としては発赤、腫脹、圧痛、こわばり、可動域制限などが知られ、全身症状としては発熱、全身倦怠感、体重減少などが知られている。

## 代表的疾患
急性か慢性か、単関節炎か多関節炎かといった観点で纏められることが多い。

### 成人の急性単関節炎
単関節炎は感染症、結晶誘発性、物理的要因によるものが多い。
細菌性関節炎
淋菌性関節炎は若年者に多い。移動性の関節痛が特徴的である。高齢者、免疫不全状態の患者では非淋菌性関節炎が起りやすい。
結晶誘発性関節炎
痛風や偽痛風である。偽痛風は高齢者で膝、手首、肩などの大関節に多いことが特徴とされている。痛風は閉経前の女性には殆ど認められない。
外傷性
外傷。過多運動によっておこる関節炎である。全身症状が認められないのが特徴である。
急性多関節炎の初期
急性多関節炎の初期は急性単関節炎のように見えることもある。急性多関節炎で紛らわしいものとしてはウイルス性関節炎、ライム病、脊椎炎、回帰性リウマチ、無菌性壊死などがあげられる。

### 急性多関節炎
ウイルス性多関節炎
ウイルス感染による関節炎は通常は急性多関節炎のパターンとなる。III型アレルギーの機序で感冒後に皮疹、関節炎がおこるヒトパルボウイルスB19によるもの、HBV、HCV、風疹、インフルエンザ、HIVなどによるものもここに含まれる。
淋菌性関節炎
淋菌性関節炎は遊走性単関節炎の他に、多関節炎の形態もとる。
細菌性心内膜炎
慢性多関節炎の早期
慢性多関節炎の早期は急性多関節炎のように見えることもある。このような疾患には関節リウマチ、SLE、血管炎といった結合組織疾患も含まれる。
その他
敗血症、リウマチ熱、ライム病、血清病様反応でも認められることがある。

### 慢性単関節炎、関節症
慢性単関節炎は非炎症性の関節症、炎症性の関節炎で分類されることが多い。

#### 非炎症性慢性単関節症
変形性関節症
頻度としては最も多いのが変形性関節症である。
無痛性骨壊死
大腿骨頭壊死が有名である。アルコール、ステロイド剤の摂取歴が重要となる。
神経原性関節症
糖尿病患者などで認められる。痛みが軽い割に骨破壊が著しいのが特徴である。
外傷性

#### 炎症性慢性単関節炎
慢性多関節炎の早期
結核性関節炎
股関節に多い。ほぼすべての患者でPPD陽性である。
傍腫瘍性症候群

### 慢性多関節炎
関節リウマチ、ヘバーデン結節
関節痛を来す疾患では頻度が多いもの。関節リウマチでは抗CCP抗体とCRPが陽性となる。ヘバーデン結節では、血液検査での異常はみられないことが多い。
リウマチ性多発筋痛症
高齢者で頚部、肩、腰部の症状が特徴的である。巨細胞性動脈炎の合併は日本では稀である。
結晶誘発性関節炎
偽痛風、痛風で多関節炎を起こすこともある。高齢者の大関節炎ならば偽痛風、痛風単関節発作の既往があれば痛風を疑う。血液検査により尿酸値を測定することで判別できることが多い。
全身性ループスエリテマトーデスや皮膚筋炎などの膠原病(結合組織疾患)
膠原病では病変の主座とは別に関節炎による関節痛を来すことがしばしばみられる。
反応性、乾癬性関節炎
STD、腸炎、乾癬などの既往が重要である。

## アプローチ
関節痛患者診療は以下の点に留意しながら診療を行う。関節痛に対する9stepアプローチといわれる。
Step1 診察する場所による有病率の違いを意識する。
一般の診療所、特に整形外科外来で関節痛を訴える患者の割合は変形性関節症や筋骨格痛などの疾患頻度が高くなる。総合病院のリウマチ膠原病科の外来では関節リウマチや自己免疫性疾患が多くなる。夜間の救急外来では感染症など全身疾患の一症状としての関節痛、結晶誘発性関節炎（痛風や偽痛風）、化膿性関節炎などの頻度が高くなる。急性発症の経過の関節炎では致死率の高い化膿性関節炎も含まれるため注意が必要である。
Step2 関節痛か関節周囲痛か確認をする
関節外の痛みを関節痛と訴える場合もあるので疼痛部位を確認する。関節近くに疼痛部位がある場合は関節痛と関節周囲痛を区別する。関節裂隙での痛み、全ての関節可動域方向での痛みがある場合には、関節痛が示唆される。関節炎は他動的に動かしても関節痛が認められ、どの方向に動かしても痛みがあることが特徴とされている。運動時痛とは関節障害を疑う徴候であるが、腱鞘炎の場合、自分で動かすと痛いが他動的に動かすと痛みを感じないとされている。自動痛よりも他動痛が大きい場合は関節周囲痛が示唆される。関節痛の場合は非炎症性の関節痛と関節炎を区別する。関節周辺に腫脹、圧痛、熱感、発赤など局所の炎症所見があれば関節炎が疑わしい。大関節の腫脹はわかりにくいことも多く、可動域の制限の方が他覚的に確認しやすい場合がある。関節炎では関節全体に炎症が波及し関節可動域に制限が出る。安静時痛を伴う場合には関節炎を、安静時痛を伴う場合は関節炎を、安静時痛を伴わず活動時もしくは活動後に増悪する場合には非炎症性（変形性関節症など）を鑑別に考慮する。
Step3 疼痛関節数を確認する
単関節痛と多関節痛では想起される鑑別疾患が大きく異なる。1関節の痛みを訴えるのが単関節痛である。2〜3関節程度の少関節痛は、多関節痛に移行する前の段階をみている可能性がある。4関節以上の観察痛があった場合は多関節痛として評価する。
Step4 急性と慢性の時間経過を区別する
痛みの持続期間が6週間以内の場合は急性、6週間以上の場合は慢性と評価する。
Step5 年齢と性別から鑑別疾患を想起す。
若年から壮年の男性では痛風、脊椎関節炎、反応性関節炎、淋菌性関節炎が想起される。若年から壮年の女性ではパルボウイルス感染症、関節リウマチ、SLEが想起される。高齢になると男女を問わず偽通風、変形性関節痛、関節リウマチ、リウマチ性多発筋痛症、悪性腫瘍関連の頻度が増える。また全年齢を通じて女性の場合は甲状腺疾患、自己免疫疾患（関節リウマチ、SLE、シェーグレン症候群、全身性強皮症）、サルコイドーシスなども想起される。
Step6 疼痛関節の分布から疾患を想起する
上肢では手指のPIP関節/MCP関節/手関節を中心に分布する多関節痛なら関節リウマチ、手指の遠位のDIP関節中心ならば変形性関節症や乾癬性関節炎が想起される。下肢の膝関節中心ならば血清反応陰性脊椎関節炎、結晶誘発性関節炎、変形性関節症、関節リウマチなどが想起される。足趾のMTP関節の単関節炎ならば痛風を考える。また、ある関節が痛くなり、関節痛が軽快するタイミングで別の関節が痛くなる場合、移動性があると表現する。移動性関節炎の場合は反応性関節炎、結晶誘発性関節炎、淋菌性関節炎、リウマチ熱、感染性心内膜炎などが想起される。左右非対称性の関節炎の場合は脊椎関節炎（乾癬性関節炎、強直性脊椎炎、反応性脊椎炎、炎症性腸疾患に関連する関節炎など血清反応陰性関節炎）を想起する。付着部炎（腱や靭帯が骨につく部位の炎症）を伴う場合も脊椎関節炎が想起される。背部痛、腰臀部痛、胸鎖部痛などが腱や靭帯の痛みの好発部位である。またソーセージ様の両手指のむくみも同様に付着部炎の所見である。
Step7 問診での鑑別
問診で特徴ある疾患を想起することができる。
症状
| 問診項目                                                                              | 鑑別疾患                                                                 |
| ------------------------------------------------------------------------------------- | ------------------------------------------------------------------------ |
| 腹痛/長期の下痢/血便                                                                  | 炎症性腸疾患                                                             |
| 日光過敏症/頬部後半/精神神経症状                                                      | SLE                                                                      |
| ドライマウス/ドライアイ                                                               | シェーグレン症候群                                                       |
| 発熱（特に38度以上）                                                                  | SLE、成人Still病、血管炎、感染性心内膜炎、結晶誘発性関節炎、化膿性関節炎 |
| 繰り返す口腔粘膜の再発性アフタ性潰瘍/陰部潰瘍                                         | ベーチェット病                                                           |
| 炎症性腰痛（45歳までの発症、徐々に出現、3ヶ月以上持続、朝のこわばり、運動により改善） | 脊椎関節炎                                                               |
| レイノー現象                                                                          | シェーグレン症候群、全身性エリテマトーデス、MCTD、強皮症                 |

生活歴
| 問診項目                    | 鑑別疾患                                   |
| --------------------------- | ------------------------------------------ |
| アルコール多飲歴/利尿薬内服 | 痛風                                       |
| 山登り・屋外作業            | リケッチア関連感染症                       |
| 出身地（特に九州）          | HTLV-1関連関節炎                           |
| 性交渉歴                    | HBV/HCV/淋菌/HIVなどの性感染症             |
| 小児との接触歴              | パルボウイルス感染症                       |
| 海外渡航歴                  | デング熱、チクングニア熱、その他渡航感染症 |

Step8 身体所見での鑑別
身体所見で特徴ある疾患を想起できることがある。
| 身体所見                                 | 鑑別疾患                                                     |
| ---------------------------------------- | ------------------------------------------------------------ |
| 結膜炎                                   | シェーグレン症候群、反応性関節炎                             |
| ぶどう膜炎                               | ベーチェット病、サルコイドーシス、炎症性腸疾患、強直性脊椎炎 |
| 側頭動脈の発赤・腫脹                     | 側頭動脈炎                                                   |
| 耳下腺腫脹                               | シェーグレン症候群                                           |
| 耳介の発赤                               | 再発性多発軟骨炎                                             |
| 口腔粘膜の再発性アフタ性潰瘍             | ベーチェット病                                               |
| 口腔内齲歯                               | シェーグレン症候群、感染性心内膜炎                           |
| 乾癬様皮疹                               | 乾癬性関節炎                                                 |
| 慢性遊走性紅斑                           | ライム病                                                     |
| 筋力低下                                 | 筋炎                                                         |
| 結節性紅斑                               | ベーチェット病、サルコイドーシス、炎症性腸疾患、溶連菌感染症 |
| ソーセージ指、皮膚硬化                   | 全身性強皮症、MCTD                                           |
| ゴットロン徴候                           | 皮膚筋炎                                                     |
| 爪周囲の出血点                           | 全身性強皮症、皮膚筋炎                                       |
| 眼瞼・舌裏側・手指。足趾の出血点、心雑音 | 感染性心内膜炎                                               |
| ばち指                                   | 肥大性肺性骨関節症、肺癌                                     |
| 外陰部潰瘍                               | ベーチェット病                                               |

Step9 診断のための検査
単関節炎の場合は化膿性関節炎や結晶誘発性関節炎の評価目的の関節穿刺を行う。多関節炎では関節リウマチの疾患頻度が高く、その他の自己免疫疾患のスクリーニングを合わせておこなう。多関節炎の評価のためによく行われる検査ではCRPやESRを含めて一般採血、尿検査（定性、沈渣、g/Cr比）、甲状腺機能、リウマトイド因子、抗CCP抗体、抗核抗体、手指・足趾のX線撮影、疼痛部位のX線撮影が行われる。

## 関節の検査

### 関節の診察
視診
視診では指を開いて対称性を確認する。指が一致しなくともMCP関節が両側で腫れていたら対称性ありとする。しかしMCP関節とPIP関節といったように関節の部位が異なった場合は対称とは言わない。
squeeze
MCP関節、MTP関節を握り圧痛を確認する。
指の可動域を調べる。
二段階拳で行う。具体的にはPIP関節を曲げて、つぎにMCP関節をまげる。
手首の可動域を調べる
底屈、背屈で行う。

### 関節穿刺
関節穿刺の最も多い適応は原因不明の急性単（少）関節炎である。特に化膿性関節炎を少しでも疑う場合は思考するべきである。また原因不明の慢性単関節炎も適応であり結核性関節炎など稀な疾患の診断に役立つこともある。穿刺部に皮膚感染を起こしている場合と出血傾向の場合は禁忌と成る。蜂窩織炎と鑑別が困難な場合は関節のMRIや超音波検査を検討する。人工関節は関節穿刺は相対的禁忌となる。関節穿刺の合併症は感染と出血である。穿刺に伴う感染のリスクは1万回に1回以下といわれている。
関節液の解釈
| 関節液           | 外観   | 粘性 | 白血球数（/μL） | 多核球割合 | 結晶                             | 培養 |
| ---------------- | ------ | ---- | --------------- | ---------- | -------------------------------- | ---- |
| 正常             | 透明   | 高   | <200            | <10%       | なし                             | 陰性 |
| 非炎症性         | 透明   | 高   | 200〜2,000      | <10%       | なし                             | 陰性 |
| 炎症性関節炎     | 半透明 | 低   | 2,000〜50,000   | 様々       | なし                             | 陰性 |
| 結晶誘発性関節炎 | 混濁   | 低   | 200〜>50,000    | >90%       | 痛風では尿酸結晶、偽痛風ではCPPD | 陰性 |
| 化膿性           | 混濁   | 様々 | 200〜>50,000    | >90%       | なし                             | 陽性 |
| 血性             | 血性   | 低   | なし            | なし       | なし                             | 陰性 |

化膿性関節炎を疑うときは培養とグラム染色を優先する。化膿性関節炎グラム染色は感度が低いが特異度が極めて高い。検体が少量の場合は培養検査を最も優先する。Rule of 2sといわれているが、細胞数が多いほど、分画で好中球が多いほど化膿性関節炎の可能性が高くなる。
| 細胞数（/μl） | 分類     |
| ------------- | -------- |
| 〜200         | 正常     |
| 200〜2,000    | 非炎症性 |
| 2,000〜20,000 | 炎症性   |
| 20,000〜      | 化膿性   |

血性の関節液の場合は多くは関節腔内の小血管の損傷である。関節液の特徴と疾患を下記のようにまとめる。
| 関節液の特徴 | 疾患                                                                                                   |
| ------------ | --- |
| 非炎症性     | 変形性関節症、外傷性、SLEなど膠原病                                                                    |
| 炎症性       | 関節リウマチ、脊椎関節炎、SLEなど膠原病                                                                |
| 結晶誘発性   | 痛風、偽痛風                                                                                           |
| 化膿性       | 細菌性関節炎、結核性関節炎                                                                             |
| 血性         | 外傷性、シャルコー関節、腫瘍性（絨毛結節性滑膜炎など良性腫瘍）、血友病などによる出血傾向、結核性関節炎 |

## 各論

### 化膿性関節炎
化膿性関節炎は結晶誘発性関節炎や外傷性関節炎とともに急性単関節炎を起こす代表的な疾患である。化膿性関節炎は死亡率が7〜15%と高く、急激な関節破壊により機能的予後が悪化するため早期診断が重要である。関節液の培養と血液培養を行うことが特に重要である。起炎菌は黄色ブドウ球菌が46%ほど連鎖球菌が22%ほどをしめる。エンピリック治療ではMSSAを想定すればセファゾリン（CEZ）を2gで8時間毎投与する。MRSAを想定した場合はバンコマイシン（VCM）1gを12時間毎を併用する。化膿性関節炎のみならば治療期間は最低4週間で播種性病変があればその治療期間に応じて抗菌薬を投与する。異物があれば除去し、膿瘍があればドレナージを行う。
性活動のある成人の場合は淋菌性化膿性関節炎も考慮する。これは播種性淋菌感染症であり移動性の関節痛、主に四肢に出現する皮疹、手や足などの腱鞘炎を特徴とする。淋菌はチョコレート寒天培地での培養が必要なため培養検査で注意が必要である。セフトリアキソンで7〜10日間治療を行う。

### 結晶誘発性関節炎

#### 痛風
経過
痛風は6〜12時間でピークに達する急性の単関節炎で、下肢の関節、特に第1MTP関節に多くみられる。痛風結晶は温度の低いところで析出するため、末梢の関節で起こりやすいく、肩や股関節では起こりにくいとされている。中高年の男性に多く、妊娠可能な女性では極めて稀である。飲酒、脱水、外傷などが引き金になる。サイアザイド、ループ利尿薬、シクロスポリン、タクロリムス、低容量アスピリン、ニコチン酸、エタンブトール、ピラジナミドなどの薬剤も尿酸値上昇に寄与し痛風のリスクになる。発熱・腫脹・疼痛・熱感といった炎症徴候が強く、下肢関節炎では荷重時痛を訴えたり、触診を嫌がるほどの疼痛がみられる。高尿酸血症が持続した結果として尿酸ナトリウム結晶の析出が起こるが発作時の血清尿酸値は正常であることもある。痛風発作を繰り返し、慢性化した場合は痛風結節の形成や多関節炎への移行がみられる。
診断
痛風の鑑別疾患としては発赤や腫脹が強くみられるため、蜂窩織炎や軟部組織感染も鑑別疾患になる。しかし痛風では通常は関節他動時の疼痛、関節の機能障害、可動域制限があるため容易に鑑別できると思われる。痛風の診断で最も確実なのは関節液で結晶を確認することである。また慢性化すると骨皮質下の嚢胞形成や骨びらんがX線撮影で確認できることがある。超音波検査では痛風のdouble contour sign(関節軟骨表面の高エコー像)なども特異度の高い所見である。
治療
コルヒチンを発作前兆期に0.5mg1錠の内服をする。発作極期はコルヒチンとNSIADsを使用する。特に日本痛風・核酸代謝学会のガイドラインではNSAIDsの使用が推奨されている。NSAIDsが使用しにくい場合、または無効時は副腎皮質ステロイドを用いる。プレドニゾロンを30〜50mg/dayで開始し、漸減し7〜10日ほどで中止する。発作時に尿酸降下薬を新たに開始するべきではない。尿酸降下薬の使用が痛風発作を誘発することがあるためである。しかし痛風発作時に尿酸降下薬を既に使用している場合は原則として継続する。尿酸降下薬は発作の寛解後およそ2週間後から低容量で開始し、漸増する。開始量はアロプリノール50mg、ベンズブロマロン12.5mg、フェブキソスタット10mgのいずれかである。尿酸降下薬使用中も痛風発作予防のため低容量コルヒチン（0.5mg錠1日1錠）の併用をコルヒチンカバーとして使用することもある。

#### 偽痛風
経過
偽痛風はCPPD（ピロリン酸カルシウム二水和物）の沈着による関節炎であり、特に痛風に似た急性の単〜少数関節炎の場合をいう。高齢者における内科的・外科的イベントの後に起こることが多い。膝関節は特に偽痛風が起こる可能性が高い関節である。特に変形性関節症のある膝関節で起こりやすいといわれている。
なおCPPDによる関節炎は偽痛風の他の臨床病型がある。例えばpseudo-RAでは慢性多関節炎の臨床像をとり、pseudo-OAでは軟骨の石灰化を伴い変形性関節症のように慢性進行性に関節の変形が進む。Pseudo-neuropathicではシャルコー関節のように急速に関節の変性が進行する。末梢関節以外では頚椎歯状突起周囲にCPPDが沈着するcrowned dens syndromeのような特殊な病態もある。発熱や局在性の乏しい疼痛を伴うため感染性心内膜炎やリウマチ性多発筋痛症の鑑別として重要である。
診断
X線撮影では軟骨の石灰化がみられ参考となる所見である。特に手関節、膝関節、恥骨結合にみられる。関節液の鏡検でCPPDの結晶を確認すると確実である。若年で偽通風を起こした場合は副甲状腺機能亢進症、ヘモクロマトーシス、低マグネシウム血症などの背景疾患を検索する必要がある。
治療
急性の関節炎に対して質の高いエビデンスはなく、痛風発作の治療に準じる。局所の安静、冷却、NSAIDsの投与のほか、関節穿刺によるCPPD結晶の除去、副腎皮質ステロイドの関節注射が一般的に行われる。経口副腎ステロイドはNSAIDsが無効な場合は使用できない場合、多関節炎の場合に考慮される。プレドニゾロンを30〜50mg/dayで開始し、漸減し7〜10日ほどで中止する。

### ウイルス性関節炎
急性多関節炎を引き起こすウイルスとしてパルボウイルスB19、B型肝炎ウイルス、風疹ウイルス、デングウイルス、チクングニアウイルス、HIVがあげられる。

### リウマチ性多発筋痛症
関節炎の鑑別としてリウマチ性多発筋痛症（PMR）は非常に重要である。筋肉や関節の疼痛に発熱、倦怠感、食欲低下があればリウマチ性多発筋痛症を疑うことができる。この疾患の特徴は年齢と疼痛範囲にある。リウマチ性多発筋痛症は50歳以上で生じる疾患である。50歳未満ではほぼ除外でき、60歳未満でも稀で、65歳以上がほとんどである。リウマチ性多発筋痛症の痛みは股関節、腰痛、高頚部痛、肩関節周囲痛で起こる。滑液包炎との関連がしめされている。具体的には股関節痛では転子部滑液包炎や恥腸滑液包炎、坐骨結節部滑液包炎が関与する。腰痛では腰椎棘突起間滑液包炎が関与する。後頚部痛では頚椎棘突起間滑液包炎が関与する。肩関節周囲痛では肩峰下滑液包炎や三角筋下滑液包炎が関与する。「肩こりがひどい」、「肩が上がらず着替えができない」、「背中に板がはいっているよう」、「寝返りがうてない」、「首が痛い」という主訴で受診することが多い。高齢者で訴えるのが苦手なヒトでは「元気がない」、「全部痛い」、「熱がある」、「だるい」という主訴になる。
診断
PMRの15%に巨細胞性動脈炎を合併する。また巨細胞性動脈炎の50%にPMRを合併する。重要な鑑別疾患に感染性心内膜炎がある。歯科治療歴や外傷歴を確認し、口腔内や眼瞼の点状出血、爪の線状出血、手の点状出血、心雑音を確認する。また高齢発症関節リウマチ、痛風、偽痛風、甲状腺疾患、副甲状腺疾患、多発性骨髄腫も重要な鑑別になる。CRP、ESR高値が特徴的である。しかしESRはリウマチ性多発筋痛症の5%で正常値をとる。またESR1時間値で100mm以上の場合は巨細胞性動脈炎や悪性腫瘍を疑う。超音波検査では滑液包炎が確認できる。
治療
プレドニン換算で12.5〜25mg/dayで治療開始する。症状を基準に調整し4〜8週間以内に10mg/dayで維持するのが目標である。10mg/day以下では再燃をすることが多く1ヶ月で1mgを目標にゆっくりと減量する。1年以上をかけてゆっくりと中止を目標にする。1年でPSLを中止できるのは10〜20%にすぎない。再発時は再発前の投与量にもどし、4〜8週間かけて緩徐に再発時の量まで減量する。再発例や長期治療れkではメソトレキセートやTNF阻害薬が検討される。